# Železná kotlina (Bielovodská)
Železná kotlina (Bielovodská) i Kotol pod Vežou Železnej brány ( polsky Kocioł pod Zasłonistą Turnią je horní částí Kačací doliny, na západ od hřebene Veže Železnej brány (polsky Zasłonista Turnia) ve Vysokých Tatrách. Končí stěnou, která spadá do Kačacej doliny. Do pozdního léta bývá pokrytá sněhem a ledem. Je zaplněna sutí a balvany. Jde o dolinu karového původu. 

## Název
Pojmenování vyplývá z polohy této horní části Kačacej doliny pod krátkým hřebenným výběžkem s charakteristickou věžičkou Veže Železnej brány. 

## Turistika
Pro turisty je nepřístupná.